# Památná lípa v Trávníku
Památná lípa v Trávníku je památný strom – lípa srdčitá nacházející v obci Trávník v okrese Hradec Králové. Lípa je chráněna jako významná krajinná dominanta a strom významný svým vzrůstem a stářím.

## Popis
- výška: 25 m
- obvod kmene: 300 cm[1]

## Fotogalerie

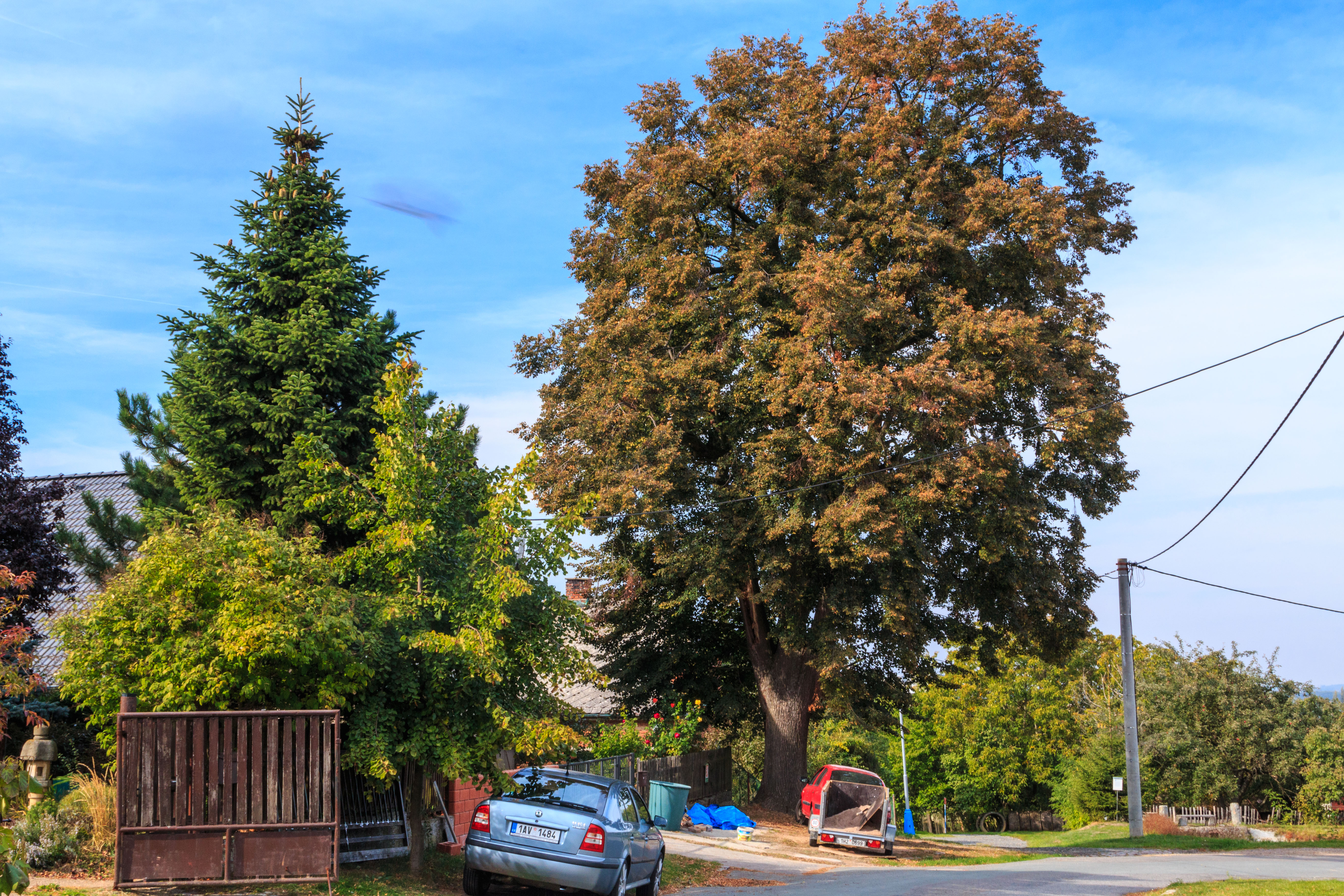
Památná lípa v Trávníku na podzim 2018
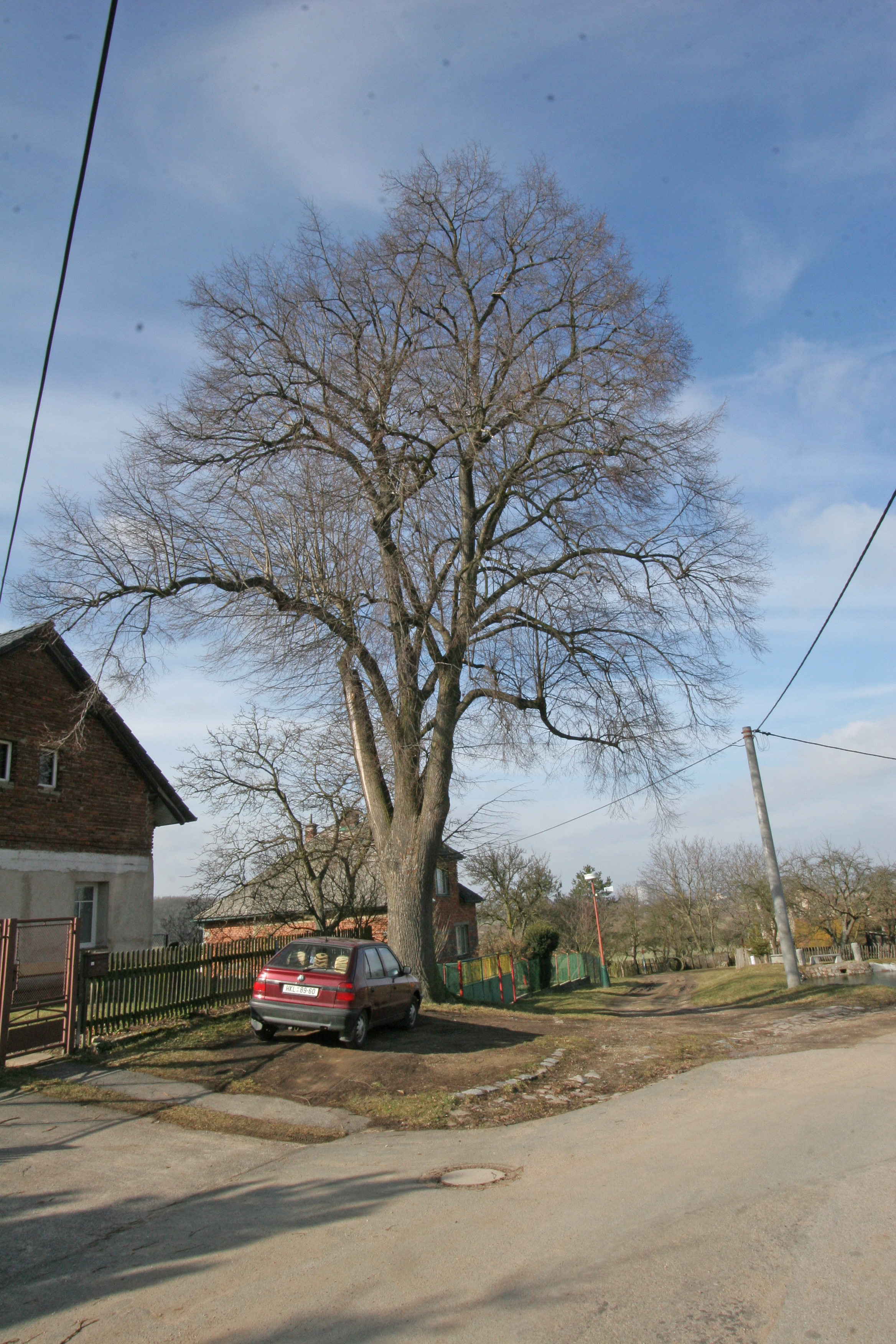
Památná lípa v Trávníku v zimě 2010

## Památné a významné stromy v okolí
- Dub u Syrovátky